# Miltochrista rutila
Miltochrista rutila là một loài bướm đêm thuộc phân họ Arctiinae, họ Erebidae.